# This Is Me (programma televisivo)
This Is Me è un programma televisivo italiano di genere talk show, spin-off crossover di Amici di Maria De Filippi e di Verissimo, in onda in prima serata su Canale 5 dal 20 novembre 2024 con la conduzione di Silvia Toffanin.

## Il programma
Ideato da Maria De Filippi, This Is Me è stato diretto dal regista Andrea Vicario con la direzione artistica di Stéphane Jarny, il programma ha visto la conduttrice Silvia Toffanin intervistare concorrenti delle passate edizioni del talent show Amici di Maria De Filippi, ripercorrendo il loro percorso di formazione all'interno del programma e la loro carriera professionale. Al termine delle singole interviste, gli artisti hanno eseguito medley di brani o coreografie e performance di danza dal proprio repertorio o in collaborazione con artisti ospiti.
Nel corso del programma vi sono stati interventi di comici come Francesco Cicchella, Pio e Amedeo e Geppi Cucciari, e ospiti appartenenti o che hanno fatto la storia proprio del talent, tra cui Rudy Zerbi, Lorella Cuccarini, Alessandra Celentano e Emanuel Lo. Il corpo di ballo è composto da ballerini professionisti partecipanti ad edizioni passate del programma, tra cui: Elena D'Amario, Alessio Cavaliere, Alessio Gaudino, Talisa Ravagnani e Michele Lanzeroti.

## Edizioni
| Edizione | Anno | Conduzione      | Periodo          | Periodo         | Puntate | Regia          | Studio                                  |
| Edizione | Anno | Conduzione      | Inizio           | Fine            | Puntate | Regia          | Studio                                  |
| -------- | ---- | --------------- | ---------------- | --------------- | ------- | -------------- | --------------------------------------- |
| 1ª       | 2024 | Silvia Toffanin | 20 novembre 2024 | 4 dicembre 2024 | 3       | Andrea Vicario | Studio 8 del Centro Titanus Elios, Roma |

## Puntate e ascolti

### Prima edizione (2024)
| Puntata | Messa in onda    | Ascolti        | Ascolti | Ascolti | Protagonisti | Ospiti | Comici              |
| Puntata | Messa in onda    | Telespettatori | Share   | Fonte   | Protagonisti | Ospiti | Comici              |
| ------- | ---------------- | -------------- | ------- | ------- | --- | --- | ------------------- |
| 1       | 20 novembre 2024 | 3 213 000      | 22,24%  | [ 11 ]  | Elena D'Amario, Diana Del Bufalo, Emma, Giuseppe Giofrè, Irama, Stash Fiordispino, Isobel Fetiye Kinnear, Marisol Castellanos, Mida, Petit, Serena Carella                            | Alessandra Celentano, Baby Gang, Emanuel Lo, Ermal Meta, Fabri Fibra, Fred De Palma, Lorella Cuccarini, Raf, Rudy Zerbi, VillaBanks, Ava, Rosa Greco, SLF                                                                                | Francesco Cicchella |
| 2       | 27 novembre 2024 | 2 928 000      | 21,14%  | [ 12 ]  | Alessandra Amoroso, Anbeta Toromani, Andreas Müller, Annalisa, Gaia, Giordana Angi, Giulia Stabile, Holden, LDA, Sarah Toscano, Umberto Gaudino, Vincenzo Durevole, Vincenzo Di Primo | Alessandra Celentano, BigMama, Emanuel Lo, Fabrizio Moro, Fiorella Mannoia, Gigi D'Alessio, Il Volo, Lorella Cuccarini, Tedua, Veronica Peparini, Alessandro Macario, Mew                                                                | Pio e Amedeo        |
| 3       | 4 dicembre 2024  | 3 034 000      | 21,76%  | [ 13 ]  | Alberto Urso, Elodie, Enrico Nigiotti, Giulia Pauselli, Riki, Alessandro Cavallo, Dustin Taylor, Mattia Zenzola, Sebastian Melo Taveira, Wax                                          | Alessandra Celentano, Beppe Vessicchio, Emanuel Lo, Garrison Rochelle, Lorella Cuccarini, Noemi, Pier Silvio Berlusconi, Pooh, Rossella Brescia, Rkomi, Kledi Kadiu, Daniele Sibilli, Marcello e Romeo Maria Sacchetta, Samuele Barbetta | Geppi Cucciari      |
| Media   | Media            | 3 058 000      | 21,71%  |         | | |                     |

### Esibizioni
Prima puntata
Le esibizioni sono riportate in ordine di esecuzione nella puntata:
- Emma – Apnea / Vita lenta / Hangover / In Italia 2024 (con Fabri Fibra e Baby Gang)
- Giuseppe Giofrè – Performance di danza su It's OK I'm OK
- Irama – Mediterranea / Nera / Tu no / Ali / Piccola anima (con Ermal Meta)
- Elena D'Amario – Performance di danza su Hey Pachuco!
- Intervento di Rosa Greco in ricordo di Marco Garofalo
- Diana Del Bufalo – Performance del musical Cabaret
- Stash Fiordispino – Everytime / Un ragazzo una ragazza / Italodisco / Self Control (con Raf)
- Serena Carella – Performance di danza su Ti voglio
- Performance sulla sigla originale di Amici di Maria De Filippi di Alessandra Celentano, Emanuel Lo e Lorella Cuccarini
- Isobel Fetiye Kinnear – Performance di danza su Be Italian
- Mida – Rossofuoco / Bacio di Giuda (con Ava e VillaBanks)
- Petit – Mammamì RMX (con Fred De Palma e i SLF)
- Marisol Castellanos – Performance di danza su Way Down We Go

Seconda puntata
Le esibizioni sono riportate in ordine di esecuzione nella puntata:
- Annalisa – Diamante lei e luce lui / Il mondo prima di te / Bellissima / Mon Amour / Sinceramente / Beatrice (con Tedua)
- Anbeta Toromani – Performance di danza su Carmen (con Alessandro Macario)
- Alessandra Amoroso – Immobile / Si mette male / La sera dei miracoli (con Fiorella Mannoia)
- Andreas Müller – Performance di danza su Light Your Ass on Fire e Like a Prayer (con Veronica Peparini)
- Gaia – Chega / Dea saffica / Fa strano (Lady Marmalade) (con BigMama)
- Giulia Stabile – Performance di danza su Bulerías / TKN
- Giordana Angi –  Piano piano / Portami via (con Fabrizio Moro)
- Umberto Gaudino – Performance di danza su Libertango
- Performance sulla sigla La scuola della musica di Amici di Maria De Filippi di Alessandra Celentano, Emanuel Lo e Lorella Cuccarini
- Holden – Randagi / Nuvola / Grandine (con Mew)
- Sarah Toscano – Tacchi (fra le dita) / Capolavoro (con Il Volo)
- LDA – Quello che fa male / Se poi domani / Primo appuntamento (con Gigi D'Alessio)
- Vincenzo Di Primo – Performance di danza su That's Amore
- Vincenzo Durevole – Performance di danza su Ave Maria

Terza puntata
Le esibizioni sono riportate in ordine di esecuzione nella puntata:
- Elodie – I Put a Spell on You / Bagno a mezzanotte / La coda del diavolo (con Rkomi)
- Mattia Zenzola – Performance di danza su The Show Must Go On / Rosa que linda eres
- Alessandro Cavallo – Performance di danza su Aria / Sublime Journeys
- Performance di canto di Garrison Rochelle su My Way
- Performance di danza su Por una cabeza di Rossella Brescia e Kledi Kadiu
- Performance di danza sulla canzone Non mollare mai di Gigi D'Alessio, eseguita da Alessandra Celentano, Emanuel Lo e Lorella Cuccarini
- Giulia Pauselli – Performance di danza su Good Girl del suo spettacolo al Crazy Horse
- Enrico Nigiotti – Tu sei per me / Tuo per sempre (con Noemi)
- Sebastian Melo Taveira – Performance di danza su Home
- Alberto Urso – Indispensabile / Atlantide / Uomini soli (con I Pooh)
- Wax – 1º aprile / Fallire
- Dustin Taylor – Performance di danza su I'm tired
- Riki – Quanto sei bella / Tutto per me (in omaggio a Michele Merlo)

## Audience
| Edizione | Rete televisiva | Anno | Stagione | Programmazione | Programmazione | Programmazione | Programmazione | Programmazione | Programmazione | Programmazione | Collocazione | Media auditel  | Media auditel | Premiere       | Premiere | Finale         | Finale |
| Edizione | Rete televisiva | Anno | Stagione | L              | M              | M              | G              | V              | S              | D              | Collocazione | Telespettatori | Share         | Telespettatori | Share    | Telespettatori | Share  |
| -------- | --------------- | ---- | -------- | -------------- | -------------- | -------------- | -------------- | -------------- | -------------- | -------------- | ------------ | -------------- | ------------- | -------------- | -------- | -------------- | ------ |
| 1ª       | Canale 5        | 2024 | autunno  |                |                |                |                |                |                |                | Prima serata | 3 058 000      | 21,71%        | 3 213 000      | 22,24%   | 3 034 000      | 21,76% |